# Karbamid
A karbamid (urea) a szénsav diamidjának tekinthető szerves vegyület. Képlete CO(NH2)2. Színtelen, kristályos vegyület, prizmákban kristályosodik. Vízben és alkoholban jól oldódik. Az emlősök fehérje-anyagcseréjének végterméke. A szervezetből a vizelettel választódik ki, egy felnőtt ember karbamidürítése körülbelül napi 25–30 g.

## Története
A karbamidot először Hilaire Rouelle-nek sikerült kinyernie vizeletből 1773-ban. Fontos szerepet játszott a szerves kémia történetében. Friedrich Wöhlernek sikerült mesterségesen karbamidot előállítani 1828-ban, ezzel megcáfolta a vis vitalis (életerő) elméletet. (A vis vitalis elmélet szerint a képződése életerőhöz lett volna kötve, mivel a karbamid organikus eredetű vegyület, megtalálható a vizeletben.)
Wöhler a karbamidot ammónium-cianát hevítésével állította elő, amit kálium-cianát és ammónium-klorid keverékéből nyert oldatuk bepárlásával.

## Kémiai tulajdonságai
A karbamid víz hatására nem hidrolizál. Híg savakkal vagy lúgokkal főzve azonban elbomlik ammónia, szén-dioxid és víz keletkezése közben. Számos mikroorganizmus tartalmaz karbamidot hidrolizáló enzimet (ureázt).
{\displaystyle \mathrm {CO(NH_{2})_{2}+2\ H_{2}O\rightarrow 2\ NH_{3}+H_{2}CO_{3}} }
{\displaystyle \mathrm {H_{2}CO_{3}\rightarrow CO_{2}+H_{2}O} }
Gyenge egyértékű bázisként viselkedik. Savakkal sókat képez. Salétromsavval képzett sója, a karbamid-nitrát vízben rosszul oldódik, a karbamid leválasztására használható.
A karbamid salétromossavval a primer aminokhoz hasonló reakcióba lép. Salétromossav jelenlétében már szobahőmérsékleten is nitrogénre, szén-dioxidra és vízre bomlik.
{\displaystyle \mathrm {CO(NH_{2})_{2}+2\ HONO\rightarrow CO_{2}+3\ H_{2}O+2\ N_{2}} }
Óvatosan hevítve a karbamid ammóniát ad le, biuret keletkezik belőle, körülbelül 25%-os termeléssel. A biuret fehér színű, kristályos vegyület. A biuret réz(II)-ionokkal kelátkomplexet képez és ibolya színreakciót ad, ez a biuret-reakció. Hasonló elven működik a peptidek és a fehérjék biuret-reakciója is.

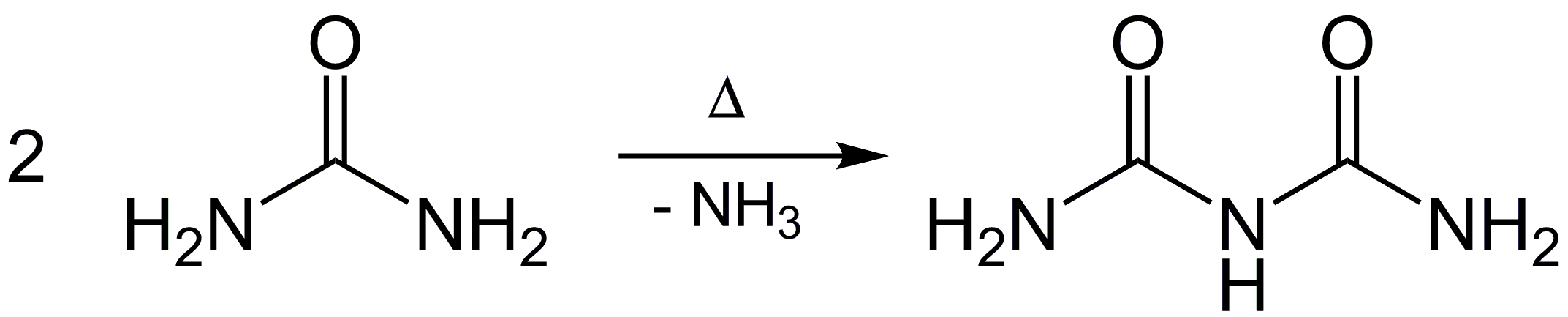
A karbamid biuret-reakciója

A karbamid aminocsoportjai más amidokkal ellentétben karbonsavak karboxilcsoportjával acilezhetők. A reakcióban amidokhoz hasonló vegyületek, ureidek jönnek létre. Az alapján, hogy a karbamidnak csak az egyik vagy mindkét -NH2 csoportja acilezve van, megkülönböztetnek mono- és diureideket. A gyűrűs ureidek jelentősége nagy. Ezekben egy kétértékű karbonsav acilezi a karbamid mindkét aminocsoportját. A gyűrűs uredidek közé tartozik az alloxán és a barbitursav. A barbitursavnak nyugtató és altató hatású származékai vannak.

## Karbamid–zárványvegyületek
A karbamid molekularácsos szerkezetű kristályokat alkot, ezekben a molekulák jobb- vagy balcsavar mentén helyezkednek el. A kristályokban hidrogénkötések rögzítik a karbamidmolekulákat. A kristályokban csatornák találhatók, ahová más molekulák is beépülhetnek. A karbamid hidrogén-peroxiddal alkotott zárványvegyületét a karbamid-peroxidot Hyperol néven hozzák forgalomba, amit fertőtlenítőszerként használnak. A karbamid optikailag aktív vegyületek racém keverékével is képezhet zárványvegyületeket, az ilyen zárványvegyületek az optikai antipódok elválasztására, reszolválására alkalmasak.

## Előállítása
Wöhlernek sikerült ammónium-cianát hevítésével karbamidot előállítania, ezzel megdöntötte a vis vitalis elméletet. Ma a karbamidot iparilag szén-dioxidból és ammóniából állítják elő nyomás alatt. Ekkor a kiindulási anyagokból vízkilépés mellett karbamid keletkezik. A reakció során először ammónium-karbamát jön létre, ami vízvesztéssel karbamiddá alakul. Karbamid keletkezik ciánamid részleges hidrolízisekor (híg kénsav hatására lejátszódó vízfelvételekor) illetve foszgén és ammónia reakciójában is.

## Felhasználása
A karbamidot nitrogénműtrágyák készítésére használják. A gyógyszeripar felhasználja barbiturátok és más ureidek gyártására. Műanyagok, aminoplasztok gyártására is használják.
- Nitrocellulóz robbanószerek stabilizátora
- Állati takarmány egyik összetevője, olcsó nitrogénforrásként
- Kősó helyett nem korrodáló jégmentesítő adalék
- cigaretták ízfokozó adaléka
- Szőrtelenítők egy csoportjának fő alkotóeleme
- Barnító adalék gyári sütőipari termékeknél (pl. perec)
- Néhány testápoló és hajkondicionáló adalékanyaga
- Néhány elsősegélynyújtásban használt hűtőtapasz reaktánsa, mivel vízzel keverve endoterm reakciót produkál
- Felhőképző anyag (más sókkal együtt)
- Tűzálló adalékanyag, gyakran használják száraz oltókészülékekben (karbamid és kálium-hidrogén-karbonát keverékében)
- Fogfehérítő termékek adalékanyaga
- Mosogatószer-adalékanyag
- Ammónium-foszfáttal együtt élesztőgomba-tápanyag, a cukrok alkohollá fermentálásánál
- A geoengineering kísérletek során planktontápanyagként használják
- Vizes oldatát (32,5%) AdBlue folyadék néven kipufogógáz utánkezelésére használják a gépjárművek károsanyag-kibocsátási értékek elérése érdekében.
- Bőrenyv nyitott idejének és felhasználási hőmérsékletének növelésére szolgáló adalék
- Oldódást elősegítő és nedvességmegtartó adalékként használják a textíliák színezésénél vagy nyomtatásnál